# Topper Headon
Nicholas Bowen "Topper" Headon (Bromley, Kent, 30 de maio de 1955), mais conhecido como "Topper",  é um baterista britânico de rock and roll, mais conhecido por tocar na banda de punk rock The Clash.
Headon é geralmente tido como o melhor baterista de punk rock do final dos anos 70 e começo dos anos 80; o crítico Greg Prato escreveu: "o produtor Sandy Pearlman apelidou Headon de 'A Máquina Humana de Tocar Bateria' devido a seu impecável ritmo e habilidade."
A sutil técnica de Headon influenciou grandes bateristas das gerações que o sucederam, incluindo João Barone da banda brasileira Os Paralamas do Sucesso.
Em 1986, Headon lançou seu primeiro album solo, intitulado como “Waking Up”. Um álbum que abrange o Jazz, Soul e R&B e que foi produzido pelo próprio baterista.

## Começo
Um baterista desde a infância, Headon era um fã de jazz, chegando a citar Billy Cobham como forte influência. Também era fã de funk, soul e ska.

## The Clash
Antes de conhecerem Headon, o The Clash passara por diversos bateristas, incluindo Terry Chimes, que gravou na versão britânica o álbum de estréia da banda. Headon—alguma coisa de baterista de jornada—originalmente planejou ficar um curto tempo na banda, para estabilizar uma reputação, para então seguir adiante. Após um período no The Clash, entretanto, com todo o potencial de Headon para a banda, ele abandonou seu plano de deixar o grupo. Ele tocou no álbum "Give 'Em Enough Rope" (de 1978), em apenas algumas faixas do álbum "The Clash", na versão americana (de 1979), no famoso "London Calling" (de 1979), no "Sandinista!" (de 1980) e também no "Combat Rock" (de 1982). Fez também vocal principal na faixa "Ivan Meets G.I. Joe" (do álbum "Sandinista!") e um excelente trabalho no famoso single "Rock the Casbah" (do álbum "Combat Rock"), em que compôs a maior parte da música e tocou bateria, piano e baixo.
O vocalista e guitarrista do The Clash, Joe Strummer, disse que o talento de Headon era uma parte vital na banda: Headon era forte e resistente, e poderia tocar com convicção funk, reggae e outros estilos, além de rock tradicional.

## Discografia
- 1978: Give 'Em Enough Rope
- 1979: London Calling
- 1980: Sandinista!
- 1982: Combat Rock
- 1986: Waking Up